# Championnat de Bahreïn de snooker
Le championnat de Bahreïn de snooker est un ancien tournoi classé de snooker qui s'est tenu une seule fois en 2008 dans la capitale du Bahreïn, Manama, du 8 au 15 novembre 2008 au Bahreïn International Exhibition Centre.
Neil Robertson, en battant Matthew Stevens (9-7) en finale, s'est vu attribuer la récompense de 48 000 £,.

## Historique
Le tournoi est disputé en novembre 2008 dans un climat tendu. Parallèlement à la compétition, la première ligue est disputée en Angleterre. Les deux épreuves se font concurrence et les meilleurs joueurs du monde doivent faire un choix. Certains choisissent de jouer au Bahreïn et d'autres de participer à la première Ligue. C'est le cas de John Higgins, Mark Selby et Ding Junhui. Ces forfaits permettent à Matthew Stevens, Ken Doherty et Jamie Cope de ne pas avoir à passer par les qualifications. Ronnie O'Sullivan déclare forfait à son tour, trois jours avant le tournoi. Son choix est justifié par une mention médicale. Le sextuple champion du monde Steve Davis renonce à son tour au tournoi à cause d'une Labyrinthite (infection de l'oreille).
Pendant le tournoi, deux breaks de 147 points sont à noter. Le premier est réalisé par Liang Wenbo, contre Martin Gould lors des qualifications pour l'épreuve. Marcus Campbell signe le deuxième pendant les qualifications.
Neil Robertson remporte à cette occasion son troisième tournoi de classement.

## Palmarès
| Année                           | Ville                           | Vainqueur                       | Finaliste                       | Score                           | Saison                          |
| Championnat de Bahreïn (classé) | Championnat de Bahreïn (classé) | Championnat de Bahreïn (classé) | Championnat de Bahreïn (classé) | Championnat de Bahreïn (classé) | Championnat de Bahreïn (classé) |
| ------------------------------- | ------------------------------- | ------------------------------- | ------------------------------- | ------------------------------- | ------------------------------- |
| 2008                            | Manama                          | Neil Robertson                  | Matthew Stevens                 | 9-7                             | 2008-2009                       |

| \| Manama \| Site du championnat de Bahreïn |
| Manama                                      |